# Chili op de Olympische Zomerspelen 1956
Chili nam deel aan de Olympische Zomerspelen 1956 in Melbourne, Australië. Het was de negende deelname van het land. Vlaggendraagster bij de openingsceremonie was atlete Marlene Ahrens. 
Er namen 33 sporters (31 mannen en 2 vrouwen) deel in acht olympische sportdisciplines. Basketballers Victor Mahana, Hernan Raffo en moderne vijfkamper Nilo Floody namen voor de derde keer deel, en acht mannen voor de tweede keer. In de atletiek werd voor de negende keer deelgenomen, in de wielersport voor de zevende keer, in het boksen en de schietsport voor de vijfde keer, voor de vierdemaal in basketbal, voor de derdemaal in de moderne vijfkamp en voor de tweedemaal in roeien en schoonspringen.
Aan de drie behaalde medailles tot nu toe, behaald in 1928 (1) en 1952 (2), werden er op deze editie vier aan toegevoegd.

## Medailleoverzicht
| Sport    | Olympiër           | Onderdeel       | Medaille |
| -------- | ------------------ | --------------- | -------- |
| Atletiek | Marlene Ahrens     | speerwerpen (v) | Zilver   |
| Boksen   | Ramón Tapia        | -75kg (m)       | Zilver   |
| Boksen   | Claudio Barrientos | -54kg (m)       | Brons    |
| Boksen   | Carlos Lucas       | -81kg (m)       | Brons    |

## Resultaten en deelnemers

### Atletiek
| Olympiër (deelname) | Onderdeel              | Resultaat | Prestatie                                             |
| ------------------- | ---------------------- | --------- | ----------------------------------------------------- |
| Eduardo Fontecilla  | 800m (m)               | 22e       | serie 3: 5de in 1.52,8                                |
| Ramón Sandoval      | 800m (m)               | 16e       | serie 5: 4de in 1.51,9                                |
| Eduardo Fontecilla  | 1500m (m)              | 22e       | serie 3: 10de in 3.58,45                              |
| Ramón Sandoval      | 1500m (m)              | 16e       | serie 2: 10de in 3.58,1                               |
| Eduardo Fontecilla  | 3000m steeplechase (m) | DNF       | serie 2: niet gefinisht                               |
| Eduardo Fontecilla  | marathon (m)           | 22e       | niet gefinisht                                        |
| Juan Silva          | marathon (m)           | 16e       | niet gefinisht                                        |
| Hernán Haddad (2)   | discuswerpen (m)       | 22e       | kwalificatie: 13de met 47,48m finale: 16de met 46,00m |
| Alejandro Díaz      | kogelslingeren (m)     | 18e       | kwalificatie: 18de met 52,53m                         |
|                     |                        |           |                                                       |
| Marlene Ahrens      | speerwerpen (v)        | Zilver    | kwalificatie: 5de met 46,43m finale: 2de met 50,38m   |

### Basketbal
| Olympiër (deelname) | Onderdeel | Resultaat | Prestatie |
| --- | --------- | --------- | --- |
| Pedro Araya (2) Rufino Bernedo (2) Rolando Etchepare Orlando Etcheverre Maximiliano Garafulic Victor Mahana (3) Juan Ostoic (2) Hernan Raffo (3) Luis Salvadores Orlando Silva (2) Raul Urra | mannen    | 8e        | groep D: 2de V van Brazilië: 59-78 W van Australië: 78-56 kwartfinale groep A: 3de V van Frankrijk: 60-71 V van Uruguay: 73-80 W van Filipijnen: 88-69 5-8ste plek: V van Brazilië: 64-89 5-6de plek: V van Filipijnen: 68-75 |

| Groep D |           |             |             |             |        |        |        |        |
| #       | Land      | Wedstrijden | Wedstrijden | Wedstrijden | Punten | Punten | Punten | Punten |
| #       | Land      | G           | W           | V           | V      | T      | Saldo  | Punten |
| 1       | Brazilië  | 2           | 2           | 0           | 167    | 125    | +42    | 4      |
| 2       | Chili     | 2           | 1           | 1           | 137    | 134    | +3     | 3      |
| 3       | Australië | 2           | 0           | 2           | 122    | 167    | -45    | 2      |

| Ronde      | Plaats | Land  | Score     | Land |
| ---------- | ------ | ----- | --------- | ---- |
| Groepsfase |        |       |           |      |
| Melbourne  | Chili  | 59-78 | Brazilië  |      |
| Melbourne  | Chili  | 78-56 | Australië |      |

| Kwartfinale Groep A |            |             |             |             |        |        |        |        |
| #                   | Land       | Wedstrijden | Wedstrijden | Wedstrijden | Punten | Punten | Punten | Punten |
| #                   | Land       | G           | W           | V           | V      | T      | Saldo  | Punten |
| 1                   | Frankrijk  | 3           | 2           | 1           | 195    | 187    | +8     | 5      |
| 2                   | Uruguay    | 3           | 2           | 1           | 221    | 209    | +12    | 5      |
| 3                   | Chili      | 3           | 1           | 2           | 221    | 220    | +1     | 4      |
| 3                   | Filipijnen | 3           | 1           | 3           | 204    | 225    | -21    | 4      |

| Ronde       | Plaats    | Land  | Score      | Land |
| ----------- | --------- | ----- | ---------- | ---- |
| Kwartfinale |           |       |            |      |
| Melbourne   | Frankrijk | 71-60 | Chili      |      |
| Melbourne   | Uruguay   | 80-73 | Chili      |      |
| Melbourne   | Chili     | 88-69 | Filipijnen |      |
| 5-8ste plek |           |       |            |      |
| Melbourne   | Chili     | 64-89 | Brazilië   |      |
| 7-8ste plek |           |       |            |      |
| Melbourne   | Chili     | 68-75 | Filipijnen |      |

### Boksen
| Olympiër           | Onderdeel | Resultaat | Prestatie |
| ------------------ | --------- | --------- | --- |
| Claudio Barrientos | -54kg (m) | Brons     | 1ste ronde: vrij 2de ronde: W van POL Stefaniuk: punten kwartfinale: W van BRA Jofre: punten halve finale: V van KOR Song: punten                                |
| Ramón Tapia        | -75kg (m) | Zilver    | 1ste ronde: W van POL Piorkowski: knock-out kwartfinale: W van CZE Torma: knock-out halve finale: W van FRA Chapron: punten finale: V van URS Shatkov: knock-out |
| Carlos Lucas       | -81kg (m) | Brons     | 1ste ronde: vrij kwartfinale: W van POL Wojciechowski: punten halve finale: V van ROU Negrea: knock-out                                                          |

### Moderne vijfkamp
| Olympiër (deelname)                       | Onderdeel | Resultaat | Prestatie |
| ----------------------------------------- | --------- | --------- | --- |
| Héctor Carmona                            | mannen    | DNF       | paardensport: niet gefinisht |
| Gerardo Cortes                            | mannen    | 18e       | paardensport: 10de in 10.47 (882,5 punten) schermen: 26ste met 14 overwinningen (556 punten) schietsport: 29ste met 176 punten (620 punten) zwemmen: 31ste in 4.52,3 (740 punten) atletiek: 16de in 14.43,8 (1051 punten) totaal: 3849,5 punten |
| Nilo Floody (3)                           | mannen    | 24e       | paardensport: 19de in 10.54 (585 punten) schermen: 13de met 18 overwinningen (704 punten) schietsport: 19de met 183 punten (760 punten) zwemmen: 33ste in 5.08,5 (660 punten) atletiek: 27ste in 16.09,9 (793 punten) totaal: 3502 punten       |
| Héctor Carmona Gerardo Cortes Nilo Floody | team (m)  | DNF       | paardensport: 7de met 1467,5 punten |

### Roeien
| Olympiër                                   | Onderdeel    | Resultaat | Prestatie                                                                          |
| ------------------------------------------ | ------------ | --------- | ---------------------------------------------------------------------------------- |
| Juan Carmona Jorge Contreras Eusebio Ojeda | twee-met (m) | 8e        | serie 1: 3de in 8.57,9 1ste ronde herkansingen: 2de halve finale 2: 4de in 11.03,6 |

### Schietsport
| Olympiër (deelname) | Onderdeel               | Resultaat | Prestatie                       |
| ------------------- | ----------------------- | --------- | ------------------------------- |
| Ignacio Cruzat (2)  | 50m pistool (m)         | 19e       | 524 punten: (84-86-90-87-90-87) |
| Rigoberto Fontt     | 50m pistool (m)         | 21e       | 521 punten: (81-81-87-87-92-93) |
| Ignacio Cruzat      | 25m snelvuurpistool (m) | 33e       | 525 punten: (249-279)           |
| Eliazar Guzmán      | 25m snelvuurpistool (m) | 29e       | 528 punten: (268-257)           |

### Schoonspringen
| Olympiër (deelname) | Onderdeel     | Resultaat | Prestatie                                                                          |
| ------------------- | ------------- | --------- | ---------------------------------------------------------------------------------- |
| Günther Mund (2)    | 3m plank (m)  | 7e        | voorronde: 7de met 80,54 punten finale: 6de met 56,99 punten totaal: 137,53 punten |
| Günther Mund (2)    | 10m toren (m) | 19e       | voorronde: 19de met 63,01 punten                                                   |
|                     |               |           |                                                                                    |
| Lilo Mund           | 3m plank (v)  | DNF       | voorronde: niet gefinisht                                                          |

### Wielersport
| Olympiër (deelname) | Onderdeel        | Resultaat | Prestatie                                            |
| Baan                | Baan             | Baan      | Baan                                                 |
| ------------------- | ---------------- | --------- | ---------------------------------------------------- |
| Hernán Masanés (2)  | sprint (m)       | 9e        | 1ste ronde serie 4: 2de 1ste ronde herkansingen: 2de |
| Hernán Masanés (2)  | tijdrit (m)      | 14e       | 1.14,7                                               |
| Weg                 |                  |           |                                                      |
| Juan Pérez          | wegwedstrijd (m) | 21e       | 5:25.38                                              |

Afghanistan · Argentinië · Australië · Bahama's · België · Bermuda · Birma · Brazilië · Brits-Guiana · Bulgarije · Cambodja* · Canada · Ceylon · Chili · Colombia · Cuba · Denemarken · Duits eenheidsteam · Egypte* · Ethiopië · Fiji · Filipijnen · Finland · Frankrijk · Griekenland · Groot-Brittannië · Hongarije · Hongkong · Ierland · IJsland · India · Indonesië · Iran · Israël · Italië · Jamaica · Japan · Joegoslavië · Kenia · Liberia · Luxemburg · Malakka · Mexico · Nederland* · Nieuw-Zeeland · Nigeria · Noord-Borneo · Noorwegen · Oeganda · Oostenrijk · Pakistan · Peru · Polen · Portugal · Puerto Rico · Roemenië · Singapore · Sovjet-Unie · Spanje* · Taiwan · Thailand · Trinidad en Tobago · Tsjecho-Slowakije · Turkije · Uruguay · Venezuela · Verenigde Staten · Vietnam · Zuid-Afrika · Zuid-Korea · Zweden · Zwitserland*

*alleen deelgenomen in Stockholm